# 李庆勇
李庆勇，男，中国铁建中土集团尼日利亚有限公司总经理，中华全国铁路总工会“火车头奖章”获得者，尼日利亚伊科罗杜“博巴索纳”酋长。

## 履历
2001年，李庆勇结构工程学硕士研究生毕业，加入中国土木工程集团，派驻尼日利亚，历任非洲运动会运动员村项目部预算员、项目经理、经理部总经理，后来参与了尼日利亚铁路维修改造项目，并升任中土尼日利亚有限公司副总经理。2014年，他主持了阿布贾－卡杜纳铁路阿卡段项目的建设。2015年4月，李庆勇出任中铁建中非建设尼日利亚有限公司（后更名为中国铁建中土集团尼日利亚有限公司）总经理。当年4月，李庆勇带领中土集团尼日利亚公司与尼日利亚奥贡州政府签订了城际铁路项目合同。

## 荣誉
2013年9月，中华全国铁路总工会授予时任中土尼日利亚有限公司副总经理李庆勇“火车头奖章”。
2015年8月，因为李庆勇对当地的贡献及中土集团的多年积极付出，拉各斯的埃米尔卡比鲁·阿德瓦莱·萧托比决定授予李庆勇“博巴索纳”（约鲁巴语音译，意为“皇家筑路匠”）酋长称号。中土集团尼日利亚公司曾为拉各斯州的伊科罗杜市修建一条现代化公路，缩短了该市前往拉各斯州首府伊凯贾的距离，改善了当地因沼泽地而不便的交通状况。李庆勇也是中土集团尼日利亚公司第三名获得尼日利亚当地酋长称号的中国人。李庆勇本人认为，该称号并非授予其个人，而是授予他所在的公司，因为授予酋长称号时，他正担任公司总经理。